# San Diego la Huerta
San Diego la Huerta är en ort i Mexiko, tillhörande kommunen Calimaya i delstaten Mexiko, i den centrala delen av landet. Orten hade 2 540 invånare vid folkräkningen 2010 och är det sjätte största samhället i kommunen.